# Coupe des Carpates 2015
La 14e édition de la Coupe des Carpates a eu lieu le 9 août 2015. La course fait partie du calendrier UCI Europe Tour 2015 en catégorie 1.2.
Elle a été remportée en solitaire par le Polonais Adrian Honkisz (CCC Sprandi Polkowice) douze secondes devant un groupe de neuf coureurs réglé au sprint par le Russe Roman Maikin (Équipe nationale de Russie) devant le Polonais Łukasz Owsian (CCC Sprandi Polkowice).

## Présentation

### Équipes
Classée en catégorie 1.2 de l'UCI Europe Tour, la Coupe des Carpates est par conséquent ouverte aux équipes continentales professionnelles polonaises, aux équipes continentales, aux équipes nationales et aux équipes régionales et de clubs.
Dix-neuf équipes participent à cette Coupe des Carpates - une équipe continentale professionnelle, douze équipes continentales, deux équipes nationales et quatre équipes régionales et de clubs :
| Équipe continentale professionnelle | Équipe continentale professionnelle | Équipe continentale professionnelle |
| Nom de l'équipe                     | Pays                                | Code                                |
| ----------------------------------- | ----------------------------------- | ----------------------------------- |
| CCC Sprandi Polkowice               | Pologne                             | CCC                                 |

| Équipes continentales | Équipes continentales | Équipes continentales |
| Nom de l'équipe       | Pays                  | Code                  |
| --------------------- | --------------------- | --------------------- |
| ActiveJet             | Pologne               | AJT                   |
| AWT-Greenway          | Tchéquie              | AWT                   |
| CK Banská Bystrica    | Slovaquie             | CKB                   |
| Cycling Academy       | Israël                | CAT                   |
| Domin Sport           | Pologne               | DOM                   |
| Kolss-BDC             | Ukraine               | KLS                   |
| Kyiv Capital Racing   | Ukraine               | KCR                   |
| Rietumu-Delfin        | Lettonie              | RBD                   |
| SKC Tufo Prostějov    | Tchéquie              | SKC                   |
| Vorarlberg            | Autriche              | VBG                   |
| Whirlpool-Author      | Tchéquie              | WHI                   |
| Wibatech Fuji         | Pologne               | WIB                   |

| Équipes nationales              | Équipes nationales | Équipes nationales |
| Nom de l'équipe                 | Pays               | Code               |
| ------------------------------- | ------------------ | ------------------ |
| Équipe nationale de Biélorussie | Biélorussie        | BLR                |
| Équipe nationale de Russie      | Russie             | RUS                |

| Équipes régionales et de clubs | Équipes régionales et de clubs | Équipes régionales et de clubs |
| Nom de l'équipe                | Pays                           | Code                           |
| ------------------------------ | ------------------------------ | ------------------------------ |
| Finnfalz-Rush Racing           | Finlande                       |                                |
| For Galilee Cycles             | Israël                         |                                |
| LMGKK Ziemia Brzeska           | Pologne                        |                                |
| TC Chrobry Saroni Głogów       | Pologne                        |                                |

### Primes
Les vingt prix sont attribués suivant le barème de l'UCI,. Le total général des prix distribués est de 6 010 €.
| Position | 1er     | 2e      | 3e    | 4e    | 5e    | 6e    | 7e    | 8e    | 9e    | 10e à 20e |
| Prix     | 2 425 € | 1 210 € | 607 € | 305 € | 240 € | 180 € | 180 € | 118 € | 118 € | 57 €      |

## Classements

### Classement final
L'épreuve a été remportée en solitaire par le Polonais Adrian Honkisz (CCC Sprandi Polkowice), qui a parcouru les 168,6 kilomètres en 4 h 18 min 52 s, soit à une vitesse moyenne de 39,078 kilomètres par heure, douze secondes devant un groupe de neuf coureurs réglé au sprint par le Russe Roman Maikin (Équipe nationale de Russie) devant le Polonais Łukasz Owsian (CCC Sprandi Polkowice). Sur les 122 coureurs qui ont pris le départ, 77 ont franchi la ligne d'arrivée.
| Classement final | Classement final   | Classement final | Classement final           | Classement final   |
|                  | Coureur            | Pays             | Équipe                     | Temps              |
| ---------------- | ------------------ | ---------------- | -------------------------- | ------------------ |
| 1er              | Adrian Honkisz     | Pologne          | CCC Sprandi Polkowice      | en 4 h 18 min 52 s |
| 2e               | Roman Maikin       | Russie           | Équipe nationale de Russie | + 12 s             |
| 3e               | Łukasz Owsian      | Pologne          | CCC Sprandi Polkowice      | + 12 s             |
| 4e               | Vitaliy Buts       | Ukraine          | Kolss-BDC                  | + 12 s             |
| 5e               | Jiří Polnický      | Tchéquie         | Whirlpool-Author           | + 12 s             |
| 6e               | Michał Podlaski    | Pologne          | ActiveJet                  | + 12 s             |
| 7e               | Jacek Morajko      | Pologne          | Wibatech Fuji              | + 12 s             |
| 8e               | Víctor de la Parte | Espagne          | Vorarlberg                 | + 12 s             |
| 9e               | Mariusz Witecki    | Pologne          | Domin Sport                | + 12 s             |
| 10e              | Peeter Pruus       | Estonie          | Rietumu-Delfin             | + 12 s             |
| modifier         |                    |                  |                            |                    |

### UCI Europe Tour
Cette Coupe des Carpates attribue des points pour l'UCI Europe Tour 2015, par équipes seulement aux coureurs des équipes continentales professionnelles et continentales, individuellement à tous les coureurs sauf ceux faisant partie d'une équipe ayant un label WorldTeam.
| Position,          | 1er | 2e | 3e | 4e | 5e | 6e | 7e | 8e |
| Classement général | 40  | 30 | 16 | 12 | 10 | 8  | 6  | 3  |